# Baggersee Hohenfelde
Der Baggersee Hohenfelde ist ein Naturschutzgebiet in der schleswig-holsteinischen Gemeinde Hohenfelde im Kreis Steinburg.
Das rund 22,1 Hektar große Naturschutzgebiet ist unter der Nummer 111 in das Verzeichnis der Naturschutzgebiete des Ministeriums für Energiewende, Landwirtschaft, Umwelt, Natur und Digitalisierung eingetragen. Es wurde Ende 1985 ausgewiesen (Datum der Verordnung: 23. Dezember 1985). Zuständige untere Naturschutzbehörde ist der Kreis Steinburg.
Das Naturschutzgebiet liegt zwischen Elmshorn und Itzehoe südwestlich der Bundesautobahn 23 bei Hohenfelde. Es stellt eine ehemalige, renaturierte Kiesgrube unter Schutz. Am Ufer der Kiesgrube stocken Bäume. Das Naturschutzgebiet ist vollständig von landwirtschaftlichen Nutzflächen umgeben. In unmittelbarer Nähe des Naturschutzgebietes befindet sich das Kulturdenkmal Büchsenwall. Die Trasse der geplanten Bundesautobahn 20 verläuft etwas südlich des Naturschutzgebietes.